# 科兹马·米哈伊
科兹马·米哈伊（匈牙利語：Kozma Mihály，1949年11月1日—），匈牙利男子足球运动员，司职中场。他曾代表匈牙利参加1972年夏季奥林匹克运动会足球比赛，获得一枚银牌。